# Goya (film 1999)
Goya (hiszp. Goya en Burdeos) – hiszpański film biograficzny z 1999 roku w reżyserii Carlosa Saury. Zdjęcia kręcono w Madrycie i Aranjuez.
Malarz Francisco Goya przebywa na wygnaniu we francuskim Bordeaux razem ze swoją kochanką Leokadią Weiss i ich domniemaną córką Rosario. Schorowany artysta na łożu śmierci wspomina swoje długie życie.

## Obsada
- José Coronado jako młody Francisco Goya
- Francisco Rabal jako stary Francisco Goya
- Dafne Fernández jako Rosario Weiss
- Maribel Verdú jako księżna Alba
- Eulalia Ramón jako Leokadia Weiss
- Joaquín Climent jako Leandro Fernández de Moratín
- Cristina Espinosa jako Pepita Tudó
- José María Pou jako Manuel Godoy
- Saturnino García jako ksiądz i św. Antoni
- Carlos Hipólito jako Juan de Valdés Leal